# Mecistogaster asticta
Mecistogaster asticta é uma espécie de libelinha da família Pseudostigmatidae.
É endémica do Brasil. 
Os seus habitats naturais são: florestas subtropicais ou tropicais húmidas de baixa altitude.
Está ameaçada por perda de habitat.